# Filandre d'Anderson
El filandre d'Anderson (Philander andersoni) és una espècie d'opòssum de Sud-amèrica. Viu al Brasil, Colòmbia, l'Equador, el Perú i Veneçuela. Fou anomenat en honor del zoòleg estatunidenc Malcolm Playfair Anderson.